# Seseli alpinum
Seseli alpinum là một loài thực vật có hoa trong họ Hoa tán. Loài này được Bieberd. miêu tả khoa học đầu tiên.